# M/S Jutlandia

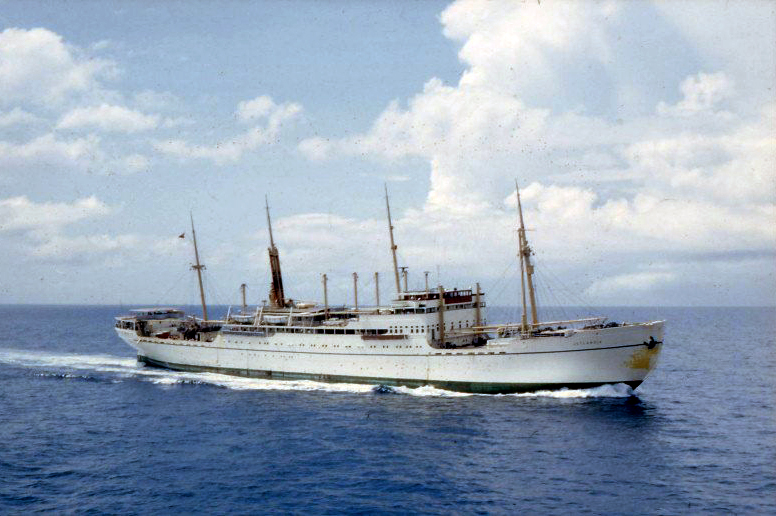
M/S Jutlandia, bild tagen från M/S Korea år 1963.

M/S Jutlandia var ett kombinerat passagerar- och lastfartyg , som byggdes 1934 av Nakskov Skibsværft i Nakskov i Danmark för Det Østasiatiske Kompagni. Hon tjänstgjorde senare även som sjukhusfartyg och transporterade även kungligheter. Hon togs ur bruk 1965.
Under Koreakriget tjänstgjorde hon under Förenta nationerna och gjorde tre turer till Korea mellan den 23 januari 1951 och 16 oktober 1953. Hon seglade under tre flaggor: Danmarks flagga, Röda Korsets flagga och FN:s flagga.